# Mega Man 6
Mega Man 6  (Rockman 6: Shijō Saidai no Tatakai!! (ロックマン6 史上最大の戦い!!, Rokkuman Shikkusu Shijō Saidai no Tatakai!!, Rockman 6: The Greatest Battle Ever!!) au Japon) est un jeu d'action-plate-formes développé et édité par Capcom sur NES en 1993 au Japon et en 1994 Amérique du Nord, puis porté sur Console virtuelle (Wii U, Nintendo 3DS), et téléphone mobile (J2ME, Android, iOS). C'est le sixième jeu de la série principale de Mega Man. Il est sorti pour la première fois dans la région PAL lors de la publication du jeu sur la console virtuelle de la Nintendo 3DS en 2013 puis sur celle de la Wii U en 2014,,,,.

## Trame
Un tournoi international de robots est organisé par un énigmatique commanditaire, Monsieur X. Mega Man et le professeur Light sont conviés à assister à ce tournoi. Tout se passait bien jusqu'à ce que les huit finalistes soient reprogrammés à la fin du tournoi par M. X, qui annonce alors ses intentions : conquérir le monde. Mega Man part donc défier M. X, qui s'avère finalement être le Dr. Wily, l'ennemi récurrent de la série.

## Système de jeu

### Généralités
Mega Man 6 est un jeu d'action-plates-formes, reprenant la formule classique de la série formule Mega Man. Une fois encore, le joueur doit vaincre les huit Robot Masters du jeu, et ce, dans n'importe quel ordre, afin de récupérer leur arme respective.
Les Robot Masters (qui représentent différentes cultures du monde) sont :
-Yamato Man (JAPON) : un robot Samouraï armée d'une lance dont il projette la pointe (ou 3 pointes) contre sa cible.
-Knight Man (Europe occidentale) : un robot chevalier armé d'un fléau d'armes, et d'un bouclier qui le protège des attaques (sauf quand lui même attaque, dévoilant sa garde).
-Blizzard Man (Canada) : un robot skieur se roulant en boule pour foncer sur sa cible, et projetant 4 flocons de neige dans plusieurs directions.
-Tomahawk Man (USA) : un robot amérindien armé d'une hache qu'il lance sur une direction parabolique, ou déployant 3 plumes en ligne droite.
-Plant Man (Brésil) : un robot fleur déployant un bouclier de pétales projeté sur sa cible.
-Flame Man (Moyen-Orient ou Inde) : un robot fakir projetant 3 boules de feu en ligne droite, ou créant des geysers de feu qui bloquent les tirs ennemis.
-Centaur Man (Grèce) : un robot centaure lançant un projectile divisible partant dans toutes les directions, et se téléportant pour surprendre son adversaire.
-Wind Man (Chine) : un robot armé de ventilateurs, les utilisant pour attirer sa cible (avec 2 cadences différentes) ou pour projeter des hélices en zigzag.
Au sein de la communauté de fans de la licence, les boss de cet opus sont considérés comme plus faciles que ceux des précédents épisodes (à l'exception notable de Knight Man, qui bloque la plupart des tirs, et Tomahawk Man, dont les attaques obligent le joueur à se déplacer régulièrement et à dasher sous les plumes). 
Tout comme dans le précédent épisode Mega Man 5, le joueur peut reconstituer les quatre parties de l'oiseau Beat, un compagnon robotique qui attaque les ennemis et les boss. Lorsque tous les robots ont été vaincus, Mega Man peut entrer dans la forteresse de M. X. À l'instar des précédents jeux, la forteresse se subdivise en 4 niveaux.
Une fois M. X vaincu, Mega Man découvre que le tyran n'est nul autre que le Dr.Wily, l'incontournable méchant de la série.

### Nouveautés
Dans Mega Man 6, les aptitudes de Rush, le chien-robot de Mega Man, disparaissent et font place à des adaptateurs pour Mega Man. Rush se transforme ainsi en deux types d'armure. Le Rush Jet est un adaptateur qui permet à Mega Man de voler durant un court laps de temps. Le Rush Power permet à Mega Man de donner des coups de poing et peut détruire des murs fissurés.

## Développement
Le jeu est sorti en 1994 aux États-Unis. À l'origine, Capcom prévoit de ne pas le distribuer en Occident. C'est Nintendo qui s'en est chargé.
Depuis le jeu Mega Man 2, Capcom organise au Japon des concours de dessins de robots. Pour Mega Man 6, Capcom a exceptionnellement organisé un concours international.